# پاتریک کاسیدی (بازیگر)
پاتریک کاسیدی (انگلیسی: Patrick Cassidy؛ زادهٔ ۴ ژانویهٔ ۱۹۶۲) هنرپیشه اهل ایالات متحده آمریکا است که بیشتر به خاطر بازی در تئاتر موزیکال و تلویزیون شناخته می‌شود. وی از سال ۱۹۸۱ میلادی تاکنون مشغول فعالیت بوده‌است.
از فیلم‌ها یا برنامه‌های تلویزیونی که وی در آن نقش داشته‌است می‌توان به همدم طولانی مدت، عشق در خطر، تب هیجانی شدید و هر کاری خواهم کرد اشاره کرد.